# Sverker Arnoldsson
Sverker Arnolsson (Sundsvall, 17 de febrero de 1908 - Gotemburgo, 10 de octubre de 1959) fue un historiador y humanista sueco. 
Fue uno de los hispanistas más importantes del siglo XX. Nació en Sundsvall, el 17 de febrero de 1908, y falleció en Gotemburgo, el 10 de octubre de 1959. Comenzó su carrera interesado en la historia militar sueca, pero pronto su interés pasaría a la historia del Imperio español. Es conocido especialmente por su trabajo sobre la Leyenda negra española.

## Biografía
Arnoldsson obtuvo su doctorado en la Universidad de Gotemburgo en 1937. Su tesis, Svensk-fransk krigs- och fresdapolitik i Tyskland 1634-1636 ("La política de guerra y paz sueco-alemana en Alemania 1634-1636". Gotemburgo, 1937), se basó en la Guerra de los Treinta Años. Inicialmente, su interés principal fue en la historia sueca, pero gracias a su tesis quedó fascinado con el Imperio español. 
Arnolsson estaba especialmente interesado en las expresiones escritas de la historia, como archivos, poemas y propaganda. Su interés en la cultura hispánica estaba enfocada especialmente en la cultura y la literatura. Es uno de los autores que exploró la Leyenda Negra española.
En 1937 obtuvo un puesto como profesor asistente. En 1946 compaginaba su trabajo como profesor en el Instituto Vasa de Gotemburgo y su colaboración con el Instituto Iberoamericano. Ganó una beca Rockefeller para estudiar en los Archivos Nacionales de Argentina, México y Estados Unidos. Este trabajo fue seguido por varios estudios en España y Portugal en 1954 y 1958. Su trabajo durante ese tiempo le ganó un reconocimiento especial en Europa. En 1958 fue invitado a España como orador especial durante la celebración del IV centenario de la muerte de Carlos V. Se convirtió en miembro de la Academia Nacional de Historia de Buenos Aires.

## Publicaciones
- Arnoldsson, Sverker (1937). Svensk-fransk krigs- och fresdapolitik i Tyskland 1634-1636 [La política de guerra y paz sueco-alemana en Alemania 1634-1636] (en sueco). Gotemburgo.
- Arnoldsson, Sverker (1941). «Krigspropagandan i Sverige före trettioåriga kriget» [Propaganda política política en Suecia antes de la Guerra de los Treinta Años]. Acta Universitatis Gotoburgensis (en sueco) (Gotemburgo) XLVII.
- Arnoldsson, Sverker (1946). «Johan III: s litterära själprotarair» [El autorretrato literario de Juan III]. Studier tillägnade Curt Weibull (en sueco) (Gotemburgo).
- Arnoldsson, Sverker (1947). «Svarta Legenden» [La leyenda negra]. Göteborgs Morgonpost (en sueco).
- Arnoldsson, Sverker (1948). «Nicolás Guillén - svart skald från Cuba» [NG - poeta negro de Cuba]. Göteborgs Morgonpost (en sueco).
- Arnoldsson, Sverker (1953). «Den spanska erövringen av Amerika i eftervärldens dom» [La conquista española en América según el juicio de los restos postreros de la leyenda negra]. Svensk Tidskrift (en sueco) (Estocolmo) XI (6).
- Arnoldsson, Sverker (1953). «Några intryck från spanskamerikanska arkiv och biblioteket» [Algunas reflexiones de archivos y bibliotecas de España e Hispanoamérica]. Arkiv, smahälle och forskning (en sueco) (Estocolmo).
- Arnoldsson, Sverker (1951). «San Martín y sus contemporáneos suecos». Homenaje de la Academia Nacional de Historia en el Centenario de su muerte, 1850-1950 (Buenos Aires) I.
- Arnoldsson, Sverker (1951). «La historiografía moderna en Suecia». Boletín de la Academia Nacional de la Historia (Buenos Aires) XXV.
- Arnoldsson, Sverker (1960). La Leyenda Negra. Estudios sobre sus orígenes. Gotemburgo: Göteborgs Universitets Årsskrift.
- Arnoldsson, Sverker (2018). Los orígenes de la leyenda negra española (Mateo Pastor López y Birgitta Falk, trads.). prólogo de María Elvira Roca Barea. El Paseo Editorial. ISBN 9788494740473.

## Traducciones
Tradujo al sueco varios libros de poesía hispanoamericana de autores como Pablo Neruda y Romeo Murga, en Götheborgske Spionen (12, nr. 3, Gotemburgo, 1947); poemas de Jaime Torres Bodet y Nicolás Guillén, en Ord y Bild (59, nr. 4, Estocolmo 1950); poemas de César Vallejo, en Svenska Dagbladet (1951), y por Fernán Silva Valdés, en Götheborgske Spionen (1952).
Es autor de una antología de poesía hispanoamericana que tradujo al sueco: 
- Arnoldsson, Sverker, ed. (1956). Hettan spränger natten [El calor que araña la noche] (en sueco). Estocolmo: Gebers.